# Kenneth Binmore
George Kenneth "Ken" Binmore, OIB (nacido el 27 de septiembre de 1940) es un matemático, economista y teórico de juegos británico. Él es profesor emérito de Economía en la University College London (UCL) y profesor Emérito visitante de Economía en la Universidad de Bristol.
Es uno de los fundadores de la teoría económica moderna de negociación (junto con John Forbes Nash y Ariel Rubinstein) y ha hecho importantes contribuciones a los fundamentos de la teoría de juegos , economía experimental y Teoría evolutiva de juegos , así como para la filosofía analítica . Binmore tomó economía después de una carrera en matemáticas, en la que ocupó la cátedra de matemáticas en la Escuela de Economía de Londres. Desde su cambio a la economía ha estado a la vanguardia de la  investigación en teoría de juegos. Sus intereses de investigación incluyen política y filosofía moral, teoría de la decisión, y la estadística. Es autor de más de 100 artículos académicos y 14 libros. 

## Educación
Estudió matemáticas en el Imperial College de Londres , donde recibió honores como el primero de su clase con el Premio del Gobernador, y, posteriormente, obtuvo un doctorado en Análisis Matemático.

## Investigación
Ha hecho importantes contribuciones  en la teoría de la negociación y su prueba experimental. Él es un pionero de la economía experimental. Comenzó su trabajo experimental en la década de 1980 cuando la mayoría de los economistas creían que la teoría de juegos no iba a funcionar en el laboratorio. Binmore y sus colaboradores establecieron que la teoría de juegos a menudo puede predecir el comportamiento de los jugadores experimentados muy bien en entornos de laboratorio, incluso en el caso de la negociación, un caso particularmente desafiante para la teoría de juegos. Esto le ha llevado a un conflicto con algunos defensores de la economía del comportamiento, que hacen hincapié en la importancia de otros-o en cuanto a las preferencias sociales, y sostienen que sus hallazgos amenazan la teoría de juegos tradicionales.

## Entrevistas con Binmore
'The Origin of Fairness' in Alex Voorhoeve Conversations on Ethics. Oxford University Press, 2009. ISBN 978-0-19-921537-9 (Un enfoque de Binmore a la filosofía moral.)

## Artículos selectos
- K. Binmore, A. Rubinstein and A. Wolinsky, “The Nash Bargaining Solution in Economic Modeling,”  Rand Journal of Economics, 1986.
- K. Binmore, "Perfect Equilibria in Bargaining Models," in K. Binmore and P. Dasgupta, editors, The Economics of Bargaining, Basil Blackwell, Oxford, 1987.
- K. Binmore, “Modeling Rational Players I and II,”  Economics and Philosophy, 1987.
- K. Binmore, A. Shaked and J. Sutton, “An Outside Option Experiment,”  Quarterly Journal of Economics, 1989.
- K. Binmore, "Debayesing Game Theory," in B. Skyrms, editor, Studies in Logic and the Foundations of Game Theory: Proceedings of the Ninth International Congress of Logic, Methodology and the Philosophy of Science, Kluwer, Dordrecht, 1992.
- K. Binmore  and L. Samuelson, "Evolutionary Stability in Repeated Games Played by Finite Automata,"  Journal of Economic Theory, 57, 1992.
- K. Binmore, J. Gale, and L. Samuelson, "Learning to be Imperfect: The Ultimatum Game,"  Games and Economic Behavior, 8, 1995.
- K. Binmore  and L. Samuelson, "Muddling Through: Noisy Equilibrium Selection,"  Journal of Economic Theory, 74, 1997.
- K. Binmore, “Rationality and Backward Induction,”  Journal of Economic Methodology, 4, 1997.
- K. Binmore, J. McCarthy, G. Ponti, A. Shaked and L. Samuelson, "A Backward Induction Experiment,"  Journal of Economic Theory, 104, 2002.
- K. Binmore and P. Klemperer, "The Biggest Auction Ever: The Sale of the British 3G Telecom Licences,"  Economic Journal, 112, 2002.
- K. Binmore and L. Samuelson,  "The Evolution of Focal Points,"  Games and Economic Behavior, 55, 2006.
- K.Binmore and A. Shaked, "Experimental Economics: Where Next?" Journal of Economic Behavior and Organization, 2009.